# Rock of Cashel
Rock of Cashel (irsko Carraig Phádraig [caɾˠəɟ fˠaːd̪ˠɾˠəɟ]) ali Cashel of Kings ali St. Patrick's Rock je kamnita utrdba pri kraju Cashel v grofiji Tipperary, Irska.

## Zgodovina
Po lokalni mitologiji skala na kateri stoji utrdba izvira z gore Devil's Bit (irsko Bearnán Eile) v grofiji Tipperary, 30 km severno od Cashela. Zgodba pravi, da je sveti Patrik tam izgnal Satana iz jame, zaradi česar je skala pristala v Cashelu . Cashel je znan po tem, da je sveti Patrik v 5. stoletju tukaj spreobrnil kralja Munstra.
Utrdba je bila sedež kraljev Munstra več sto let pred vdorom Normanov. Leta 1101 je kralj Munstra, Muirchertach Ua Briain, podaril svojo utrdbo na skali cerkvi. Slikovita utrdba je nekaj posebnega in je ena najbolj izjemnih stavb keltske umetnosti in srednjeveške arhitekture kjer koli v Evropi . Nekaj ostankov zgodnjih stavb je ohranjenih, večina stavb na današnjem mestu je iz 12. in 13. stoletja.

## Stavbe na skali
Najstarejši in najvišji je dobro ohranjen okrogel stolp (28 metrov visok), ki datira v leta okoli 1100. Vhod je od tal dvignjen 3,7 m, kar zahteva plitvo temeljenje (približno 3 čevlje), značilno za okrogle stolpe. Stolp je bil zgrajen kot suhozid. Sodobni konservatorji so iz varnostnih razlogov napolnili del stolpa z malto.
Cormacovo kapelo, kapela kralja Cormaca Maca Carthaigha, so začeli graditi leta 1127 in je bila posvečena leta 1134. Je prefinjena zgradba z obokanim stropom in širokimi loki, ki se naslanjajo na sodobno evropsko arhitekturo z enkratnimi naravnimi elementi. Irski opat iz Regensburga, Dirmicius iz Regensburga, je poslal dva svoja tesarja, da bi pomagala pri delu. Dvojni stolpi na obeh straneh stičišča ladje in kora kažejo nemški vpliv, na Irskem jih ne poznajo. Druge pomembne značilnosti stavbe so notranje in zunanje arkade, sodčkasto obokana streha, izklesan timpanon na obojih vratih, veličastna severna vrata in korni lok. Ima ene najbolje ohranjenih irskih fresk iz tega časa. Kapela je bila zgrajena predvsem iz peščenjaka, ki je v stoletjih postal vlažen, kar je občutno škodovalo notranjim freskam. Obnova in konserviranje je zahtevalo, da je kapela popolnoma zaprta v neprepustno strukturo z notranjimi razvlaževalnimi napravami, da bi posušili kamen.
Stolnica, zgrajena med letoma 1235 in 1270, je enoladijska stavba v tlorisu latinskega križa, ki ima osrednji stolp in se zaključuje na zahodu v masivnem stanovanjskem gradu. Dvorana laičnega zbora je bila zgrajena v 15. stoletju. Laiki (včasih manjši kanoniki) so pomagali pri opravljanju stolnične službe. V Cashelu je bilo prvotno osem laikov z lastnim pečatom. Kasneje je bilo pet častnih laikov, ki so imenovali pevce kot svoje namestnike. Tako so jih imenovali vse do leta 1836. Urad za javna dela je restavriral dvorano, kar je bil projekt, povezan z evropskim letom arhitekturne zapuščine leta 1975. Obiskovalci utrdbe vstopijo skozi dvorano.
Leta 1647 so med irskimi konfederacijskimi vojnami Cashel oblegali angleški parlamentarci pod vodstvom Murrougha O'Briena, prvega grofa Inchiquina. Irske konfederacijske enote in rimskokatoliški duhovniki, vključno s Theobaldom Stapletonom, so bili pomorjeni. Vojaki so poškodovali ali uničili številne pomembne verske predmete.
Leta 1749 je glavno streho stolnice odstranil Arthur Price, anglikanski nadškof Cashela. Danes so ostanki utrdbe turistična zanimivost. Priceova odločitev, da odstrani streho na dragulju  irskih cerkev, je bila kritizirana prej in potem. 
Kraljica Elizabeta II. je med svojim obiskom Irske leta 2011 obiskala tudi utrdbo. 

## Druge značilnosti
Celotna planota, na kateri so stavbe in pokopališče, je obzidana. Območje okoli stavb ima obsežno pokopališče s številnimi visokimi križi. Scullyjev križ, eden največjih in najbolj znanih visokih križev, narejen leta 1867 v spomin na družino Scully, je bil uničen leta 1976, ko je strela udarila v kovinsko palico v križu. Ostanki vrha križa zdaj ležijo na tleh.